# Oddział Osjan
Oddział Osjan – konspiracyjne jednostki wojskowe podległe dowództwu Armii Krajowej.
Kryptonim Osjan pochodzi od pełnej nazwy: Oddziały Specjalne Jan (Jan to pseudonim dowódcy Jana Kajusa Andrzejewskiego). 
Żołnierze  oddziału działali podczas okupacji hitlerowskiej uczestniczyli m.in. w Akcji Wilanów i Pawiak. W lipcu 1943 na stacji kolejowej w Józefowie wykonali wyrok na volksdeutschu Ernście Sommerze, sprawcy aresztowania podczas akcji pod Arsenałem jednego z jej uczestników, Huberta Lenka „Huberta”. Oddział wchodził wtedy w skład Związku Odwetu.
Walczyli w powstaniu warszawskim w Brygadzie Dywersji „Broda 53”.